# Tammy Miller
Tammy Miller, född den 21 juni 1967 i Stockport, Storbritannien, är en brittisk landhockeyspelare.
Hon tog OS-brons i damernas landhockeyturnering i samband med de olympiska landhockeytävlingarna 1992 i Barcelona.